# As Barricadas
As Barricadas (em letão:  Barikādes) foram uma série de confrontos entre a República da Letônia e a União das Repúblicas Socialistas Soviéticas em Janeiro de 1991, que tiveram lugar principalmente em Riga. Os eventos têm esse nome devido ao esforço popular de construir e proteger barricadas de 13 a 27 de janeiro. A Letônia, que tinha declarado a restauração da independência da União Soviética um ano antes, antecipou que a União Soviética poderia tentar recuperar o controlo sobre o país pela força.
Após os ataques da OMON soviética em Riga no início de janeiro, o governo apelou às pessoas para construírem barricadas para proteção de possíveis alvos (principalmente na capital, Riga, e nas proximidades de Ulbroka, bem como em Kuldīga e Liepāja). Seis pessoas foram mortas em novos ataques, várias ficaram feridas em tiroteios ou espancadas pela OMON. A maioria das vítimas foi baleada durante o ataque soviético ao Ministério do Interior da Letônia, em 20 de Janeiro, enquanto outra pessoa morreu num acidente de construção que reforçava as barricadas. O número exato de vítimas entre os legalistas soviéticos é desconhecido. Cerca de 32 mil pessoas receberam a Medalha Comemorativa dos Participantes das Barricadas de 1991 pela participação ou apoio ao evento. 

## Prelúdio
Durante a Segunda Guerra Mundial, a Letônia foi ocupada pela URSS duas vezes (1940/41 e em Julho de 1944). Em 1985, Mikhail Gorbatchov introduziu políticas glasnost e perestroika, na esperança de salvar a decadente economia soviética. As reformas também diminuíram as restrições à liberdade política na União Soviética. Isto levou a consequências não intencionais, uma vez que os problemas no seio da União Soviética e os crimes do regime soviético, anteriormente mantidos em segredo e negados pelo governo, foram expostos, causando insatisfação pública, ainda mais aprofundada pela guerra no Afeganistão e pelo desastre de Chernobyl, iniciado em Abril de 1986. Outra consequência não intencional da glasnost para as autoridades centrais soviéticas foram os sentimentos nacionais há muito reprimidos que foram libertados nas repúblicas da União Soviética.
Começaram manifestações massivas contra o regime soviético. Na Letônia iniciou-se um movimento de independência. Os apoiantes da independência - a Frente Popular da Letônia, o Partido Verde da Letônia e o Movimento de Independência Nacional da Letônia - venceram as eleições para o Soviete Supremo da RSS da Letônia, em 18 de Março de 1990 e formaram a facção Frente Popular da Letônia, deixando a facção pró-soviética de direitos iguais na oposição. 
Em 4 de maio de 1990, o Soviete Supremo, que mais tarde ficou conhecido como Conselho Supremo da República da Letônia, declarou a restauração da independência da Letônia e iniciou a secessão da União Soviética. A URSS não reconheceu estas ações e considerou-as contrárias às constituições federal e republicana soviética. Consequentemente, a tensão nas relações entre a Letônia e a União Soviética e entre o movimento de independência e as forças pró-soviéticas, como a Frente Internacional do Povo Trabalhador da Letônia (Interfront) e o Partido Comunista da Letônia, juntamente com o seu partido Comitê de Resgate Público da Letônia, cresceu. 

## Ameaça de repressão militar soviética
As forças pró-soviéticas tentaram provocar a violência e tomar o poder na Letônia. Uma série de atentados ocorreu em dezembro de 1990, o marechal da União Soviética Dmitry Yazov admitiu que os militares foram responsáveis pelos primeiros quatro atentados, os autores dos outros atentados permanecem desconhecidos, a imprensa pró-comunista da época culpou os nacionalistas letões.
O governo da União Soviética e outros grupos pró-soviéticos ameaçaram que seria estabelecido um estado de emergência que concederia autoridade ilimitada na Letônia ao Presidente Gorbachev e que a força militar seria usada para "implementar a ordem nas Repúblicas Bálticas". Na altura, as tropas soviéticas, as unidades OMON e as força da KGB estavam estacionadas na Letônia. Em 23 de dezembro de 1990, um grande grupo de combate da KGB foi exposto em Jūrmala. Corria o boato na época de que haveria um golpe e uma ditadura seria estabelecida. O ministro das Relações Exteriores da União Soviética, Eduard Shevardnadze, aparentemente confirmou isso quando renunciou em 20 de dezembro de 1990, afirmando que uma ditadura estava chegando. 
Em 11 de Dezembro de 1990, a Frente Popular divulgou um anúncio afirmando que não havia necessidade de um clima de medo e histeria naquilo que foi apelidado de hora X – a autoridade ilimitada do presidente – chegaria e cada pessoa deveria estar pronta para considerar o que deseja. faria se isso acontecesse. A Frente Popular também fez sugestões sobre o que deveria ser feito até a hora X e depois, se as forças soviéticas tivessem sucesso. Estes planos exigiam atos que demonstrassem apoio à independência e atraíssem a atenção da sociedade internacional, juntando-se a unidades de guarda voluntárias, argumentando com os russos na Letônia, explicando-lhes, especialmente aos oficiais militares, que as ideias da Frente Popular são semelhantes às dos democratas russos. . Apelou também a que fosse feito um esforço para proteger a economia e garantir a circulação de informação. 
No caso de o controlo soviético ser estabelecido com sucesso, este plano exigia uma campanha de desobediência civil – ignorando quaisquer ordens e pedidos das autoridades soviéticas, bem como quaisquer eleições e referendos soviéticos, minando a economia soviética ao entrar em greve e ao seguir o elaborou absurdamente instruções de produção soviéticas ao pé da letra, a fim de paralisar a produção, ajudando o movimento de independência a continuar o seu trabalho ilegalmente e ajudando os seus apoiantes a envolverem-se no trabalho das instituições soviéticas. Finalmente, documentar cuidadosamente quaisquer crimes que as forças soviéticas possam cometer durante o estado de emergência. 

## Ataques no início de janeiro

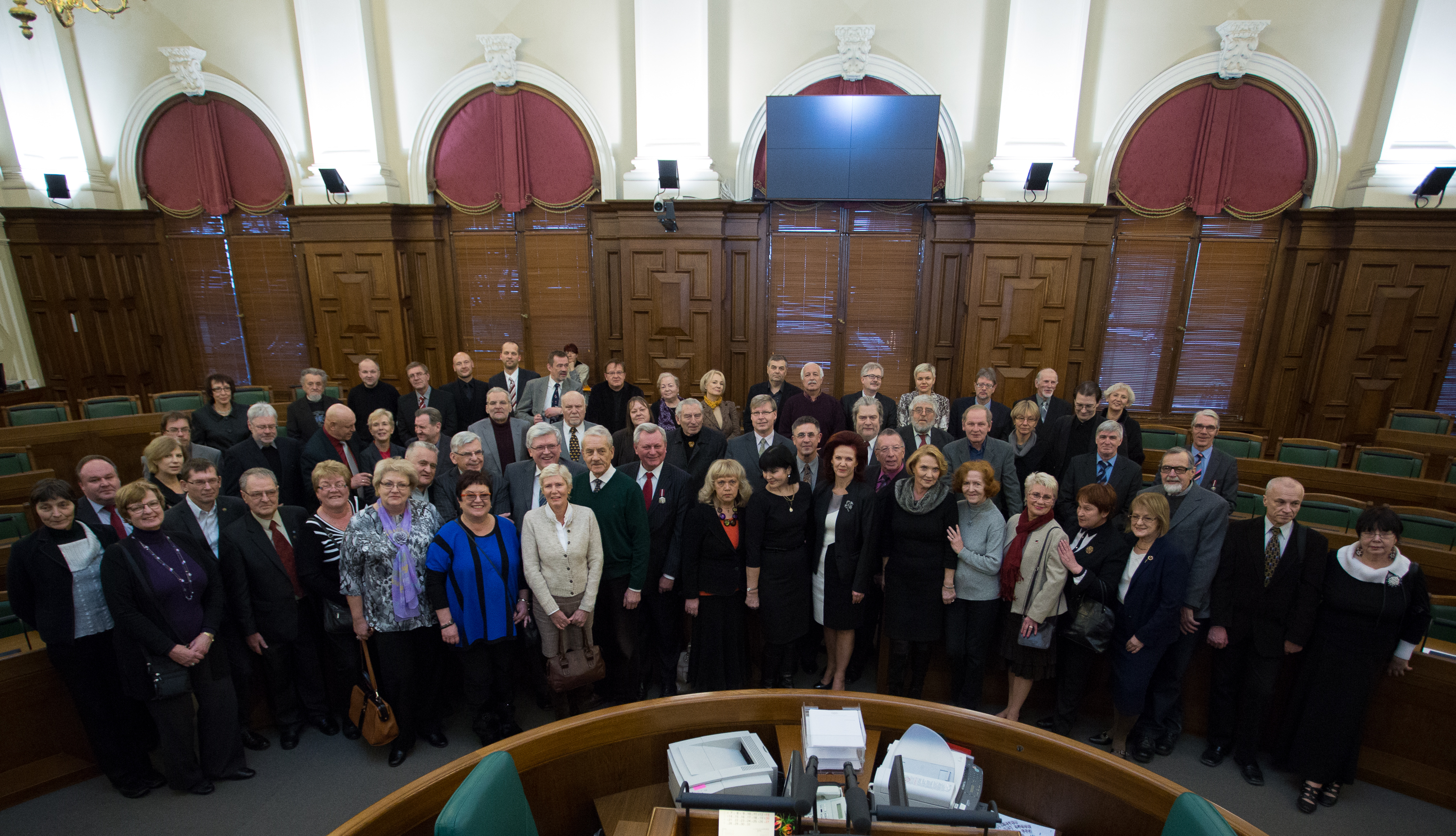
Alguns dos jornalistas que cobriram as Barricadas (em 2013)

Em 2 de janeiro de 1991, a OMON apreendeu Preses Nams (em inglês:  Casa de Imprensa), a gráfica nacional da Letônia e atacou agentes da polícia criminal que documentavam o acontecimento.  O Conselho Supremo realizou uma sessão na qual foi relatado que o gerente do Preses Nams estava sendo mantido como refém, enquanto outros trabalhadores, embora abusados física e verbalmente, foram aparentemente autorizados a sair da gráfica. O Conselho Supremo reconheceu oficialmente a tomada da gráfica como um ato ilegal por parte do Partido Comunista da Letônia. 
A Frente Popular organizou protestos no prédio do Partido Comunista.  A gráfica ficou parcialmente paralisada, pois continuava a imprimir apenas imprensa pró-soviética.  Em 4 de janeiro, a OMON apreendeu a central telefônica em Vecmīlgrāvis, especula-se que foi porque as linhas telefônicas que a OMON usava foram cortadas. Posteriormente, a OMON apreendeu o Ministério da Administração Interna, mas o telefone não foi cortado por medo de que a OMON atacasse a central telefônica internacional.  Ao contrário das afirmações do oficial da OMON, Boris Karlovich Pugo e Mikhail Gorbatchov alegaram que não foram informados deste ataque. Entretanto, os militares soviéticos estavam em movimento – nesse mesmo dia uma unidade de inteligência chegou a Riga.
Então, em 7 de janeiro, seguindo as ordens de Mikhail Gorbatchov, Dmitriy Yazov enviou unidades de comando para várias repúblicas da União Soviética, incluindo a Letônia.
No dia 11 de janeiro, foi realizado o Conselho Militar do Distrito Militar do Báltico. Decidiu armar os oficiais e cadetes soviéticos com metralhadoras. Movimento aberto de tropas soviéticas e veículos blindados foi visto nas ruas de Riga.  Várias reuniões de movimentos pró-independência e pró-soviéticos foram realizadas em 10 de janeiro. A Interfront realizou uma reunião pedindo a renúncia do governo da Letônia. Cerca de 50.000 pessoas participaram e tentaram arrombar o edifício do Gabinete de Ministros após terem sido solicitadas por militares. 

## Construção das Barricadas

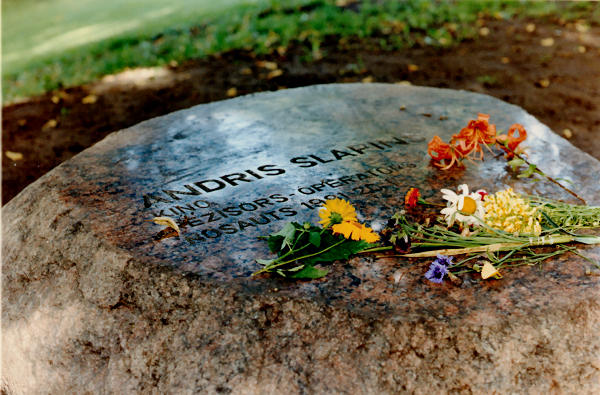
O memorial que marca o local onde Andris Slapiņš, um cinegrafista, foi morto durante o ataque ao Ministério do Interior da Letônia, em 20 de janeiro.

Em 11 de Janeiro, os militares soviéticos lançaram um ataque a vizinha da Letônia, a Lituânia. 
Em 12 de Janeiro, a Frente Popular anunciou manifestações a nível nacional a realizar em 13 de Janeiro em apoio ao governo legalmente eleito da Letónia e à salvaguarda dos objectivos estratégicos. O Presidium do Soviete Supremo da RSFS Russa apelou ao governo soviético para retirar as suas forças militares dos Estados Bálticos. Os líderes do governo letão reuniram-se com Gorbachev, que garantiu que a força não seria usada. Naquela noite, a Frente Popular, depois de saber que as forças soviéticas na Lituânia tinham atacado a Torre de Televisão de Vilnius e matado 13 civis, apelou às pessoas para se reunirem para a defesa de objetivos estratégicos.  Devido a um esforço conjunto dos Estados Bálticos para recuperar a sua independência nos anos anteriores da Revolução Cantada, um ataque a um deles foi percebido como um ataque a todos eles. 
Às 4h45 do dia 13 de janeiro, um anúncio da Frente Popular foi transmitido pela rádio letã convocando as pessoas a se reunirem na praça da Catedral de Riga. Às 12h00 foi realizada a sessão do Conselho Supremo sobre questões de defesa. Às 14h00 começou a manifestação da Frente Popular, cerca de 700.000 pessoas reunidas, helicópteros soviéticos lançaram panfletos com avisos sobre a multidão neste momento. A Frente Popular apelou às pessoas para construírem barricadas. O Conselho Supremo realizou outra sessão após a manifestação, os parlamentares (MPs) foram convidados a passar a noite no Conselho Supremo. A sessão noturna emitiu um apelo aos soldados soviéticos, pedindo-lhes que desobedecessem às ordens relativas ao uso da força contra civis.  Ao cair da noite, seguindo ordens do governo, máquinas agrícolas e de construção e camiões cheios de toras chegaram a Riga para construir barricadas. Caminhões, veículos de engenharia e máquinas agrícolas foram trazidos para a cidade para bloquear ruas. As pessoas já estavam se reunindo durante o dia. Parte desta multidão reuniu-se na Praça da Catedral de Riga, tal como a Frente Popular tinha pedido no seu anúncio matinal. Outros se reuniram após a manifestação do meio-dia. Eles incluíam colegas e estudantes. Alguns foram organizados por seus empregadores e almas materes. Muitas famílias chegaram, incluindo mulheres, idosos e crianças. Naquela época, a maioria já estava moralmente preparada para que algo pudesse acontecer. Chegaram pessoas de todo o país. As barricadas eram amplamente percebidas como uma forma de resistência não violenta, estando as pessoas prontas para formar um escudo humano. No entanto, muitas pessoas armaram-se, usando tudo o que estava disponível, desde peças de metal até escudos especialmente fabricados e suprimentos de defesa civil. Alguns também prepararam coquetéis molotov, mas estes foram confiscados para garantir a segurança contra incêndio. A milícia letã estava armada com submetralhadoras e revólveres. 
O governo letão foi posteriormente criticado por não fornecer armas. Eles tinham, como foi evidenciado depois que a OMON apreendeu o Ministério do Interior e removeu um número considerável de armas (afirmou-se que havia 200 armas de fogo no ministério).
Os caminhões foram carregados com resíduos de construção e demolição, toras e outras cargas. Também foram utilizados grandes blocos de concreto, paredes, obstáculos de arame e outros materiais. As obras começaram na noite de 13 de janeiro e duraram cerca de três horas. Os principais objetos de interesse estratégico foram os edifícios do Conselho Supremo (Cidade Velha perto da Catedral de São Tiago), o Conselho de Ministros (centro da cidade perto da Catedral da Natividade de Cristo), a Televisão da Letônia (em Zaķusala), a Rádio da Letônia (Cidade Velha perto da Catedral de Riga), as centrais telefônicas internacionais (centro da cidade), a rádio Ulbroka e as pontes. Barricadas também foram construídas em outras partes do país, inclusive em Liepāja e Kuldīga. 
Tomou-se o cuidado de registar os acontecimentos, não só para fins contabilísticos e de recordação pessoal, mas também para mostrar ao mundo o que estava a acontecer. Cerca de 300 jornalistas estrangeiros trabalhavam em Riga na época.  O governo letão garantiu que a imprensa estrangeira recebesse atualizações constantes.
Muitos objetos estratégicos foram importantes principalmente para a transferência de informações. Isto garantiria que, se os soviéticos lançassem um ataque, as forças letãs poderiam manter estes locais durante tempo suficiente para informar o resto do mundo. A central telefônica internacional foi importante para manter conexões tanto com países estrangeiros quanto com outras partes da URSS. Um exemplo frequentemente observado é a Lituânia. Foi parcialmente isolado do resto do mundo após o ataque soviético. As chamadas estrangeiras para a Lituânia foram transferidas através de Riga. A rádio e a televisão letãs trabalharam dia e noite para transmitir durante todo o período das barricadas.
O rádio desempenhou um papel importante na vida nas barricadas. Servia para organizar a alimentação e o sono, convocando as pessoas (por exemplo, estudantes da mesma universidade), para os diversos encontros. Artistas foram convidados para entreter as pessoas. Pediu-se aos silvicultores que fornecessem lenha para as fogueiras que eram amplamente utilizadas pelas pessoas que ocupavam as barricadas. Alimentos e bebidas foram fornecidos por diversas instituições públicas. Muitos simpatizantes forneceram meias e luvas de malha, bem como bebidas. Muitas vezes era difícil encontrar lugares para dormir – escolas eram usadas sempre que possível. Muitas pessoas dormiram nas barricadas ou foram para casa. Algumas pessoas experimentaram uma exacerbação dos seus problemas de saúde que não foi ajudada pelo clima de inverno, pela exaustão e pelo stress. 
Foram criados pontos de primeiros socorros com suprimentos e equipamentos médicos adicionais, alguns baseados em locais existentes. Os leitos foram instalados em número e contaram com equipes compostas por médicos de hospitais locais. Os turnos eram formados pela rotina diária - as pessoas que iam para o trabalho, para os estudos ou para casa eram substituídas por pessoas que voltavam às barricadas após as tarefas diárias. A maioria dos trabalhadores que estiveram nas barricadas receberam posteriormente o seu salário habitual, independentemente de terem ou não trabalhado. O primeiro-ministro Ivars Godmanis manteve regularmente reuniões com comandantes de barricadas individuais, a Frente Popular também participou para discutir táticas. Decidiu-se reforçar a protecção dos objectivos mais importantes, designando milícias para a sua defesa. O abastecimento das barricadas foi coordenado pela Frente Popular. As barricadas individuais foram organizadas por regiões. Assim, as pessoas de Vidzeme foram designadas para barricadas supervisionadas pelo capítulo suburbano de Vidzeme da Frente Popular. As forças pró-soviéticas tentaram infiltrar-se nas barricadas para sabotagem. Espalharam-se rumores de que ataques foram planejados. 

## Luta
Em 14 de janeiro, o comandante do exército soviético no Distrito Militar do Báltico, Fyodor Kuzmin, emitiu um ultimato contra o presidente do Conselho Supremo da República da Letônia, Anatolijs Gorbunovs, exigindo que as leis aprovadas fossem revogadas.  O OMON atacou as pontes Brasa e Vecmilgrāvis. 17 carros foram queimados durante o dia. Na noite de 15 de janeiro, a OMON atacou duas vezes a filial de Riga da Academia da Milícia de Minsk. Mais tarde naquele dia, 10.000 pessoas reuniram-se para uma reunião da Interfront, onde um Comitê de Resgate Público de Toda a Letônia declarou que estava a assumir o poder na Letônia. Este anúncio foi transmitido pela mídia soviética.
No dia 16 de Janeiro, o Conselho Supremo organizou os deputados para pernoitarem no edifício do Conselho Supremo para garantir o quórum em caso de necessidade. Às 16h45, em outro ataque à ponte Vecmilgrāvis, um motorista do Ministério dos Transportes da Letônia, Roberts Mūrnieks, foi baleado na nuca com uma arma automática e morreu devido aos ferimentos no Hospital Nº 1 de terapia intensiva de Riga. unidade às 18h50, tornando-se a primeira vítima fatal nas barricadas.  Outras duas pessoas também ficaram feridas. Às 18h30, a OMON atacou a ponte Brasa, ferindo uma pessoa. Outro bombardeio ocorreu às 20h45. 

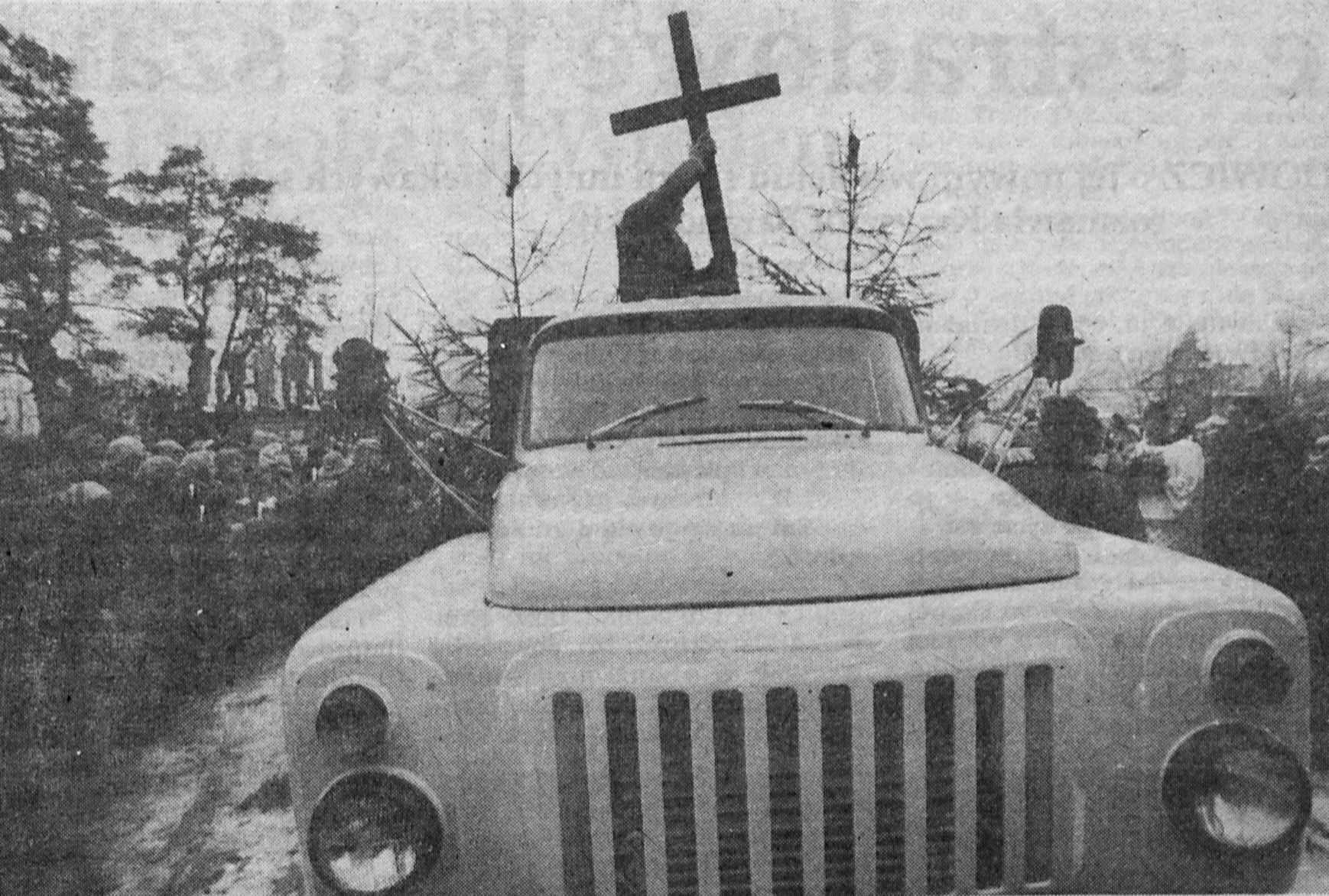
Funeral de Roberts Mūrnieks

A 17 de Janeiro, o alarme soou nas Barricadas, o comitê de greve do Partido Comunista da Letônia declarou que o fascismo estava a renascer na Letônia. Uma delegação do Soviete Supremo da URSS visitou Riga. Ao regressar a Moscou, a delegação informou que a Letônia era a favor do estabelecimento de autoridade ilimitada do presidente da URSS.
Em 18 de Janeiro, o Soviete Supremo decidiu formar um comitê nacional de autodefesa. A Frente Popular retirou o seu apelo à proteção das barricadas.
Em 19 de janeiro, o funeral de Roberts Mūrnieks transformou-se numa manifestação. Naquela noite, a OMON prendeu e espancou cinco membros de uma unidade de guarda voluntária. 
Em 20 de Janeiro, cerca de 100.000 pessoas reuniram-se em Moscovo para mostrar o seu apoio aos Estados Bálticos, apelando aos responsáveis soviéticos para que se demitissem devido aos acontecimentos em Vilnius. Aquela noite acabou por ser a mais mortífera nas Barricadas, depois de a OMON e outros grupos de combate não identificados terem atacado o Ministério do Interior da Letônia. Dois policiais (Vladimirs Gomanovičs e Sergejs Konoņenko), o operador de câmera e diretor Andris Slapiņš e o estudante de 17 anos Edijs Riekstiņš são mortos.  Gvido Zvaigzne foi mortalmente ferido e morreu em decorrência dos ferimentos em 5 de fevereiro.  Quatro policiais de Bauska ficaram feridos, assim como cinco participantes das barricadas, o húngaro János Tódor, o jornalista e operador de TV finlandês Hannu Väisänen e o operador de câmera russo do programa de TV Vzglyad Vladimir Brezhnev.  Notou-se que os agressores também sofreram baixas. Após a batalha, o OMON mudou-se para o edifício do Partido Comunista da Letónia. Até 20 de Janeiro, o governo também apelou à transferência do controlo das barricadas para as forças governamentais. Isso foi visto por alguns como descontentamento com toda a ideia. Esta opinião foi aplicada quando parte das barricadas foram demolidas depois que o governo assumiu o controle delas.
Em 21 de Janeiro, o Conselho Supremo apelou aos jovens para se candidatarem a um emprego no sistema do Ministério do Interior. Gorbunov partiu para Moscou para se encontrar com Gorbachev para discutir a situação na Letônia. Em 22 de janeiro, Pugo negou ter ordenado um ataque ao Ministério do Interior.  Outra pessoa foi morta nas barricadas.
A 24 de Janeiro, o Conselho de Ministros criou um departamento de segurança pública para guardar as barricadas.
No dia 25 de Janeiro, após o funeral das vítimas de 20 de Janeiro, os defensores das barricadas partiram. 

## Consequências e desenvolvimentos adicionais

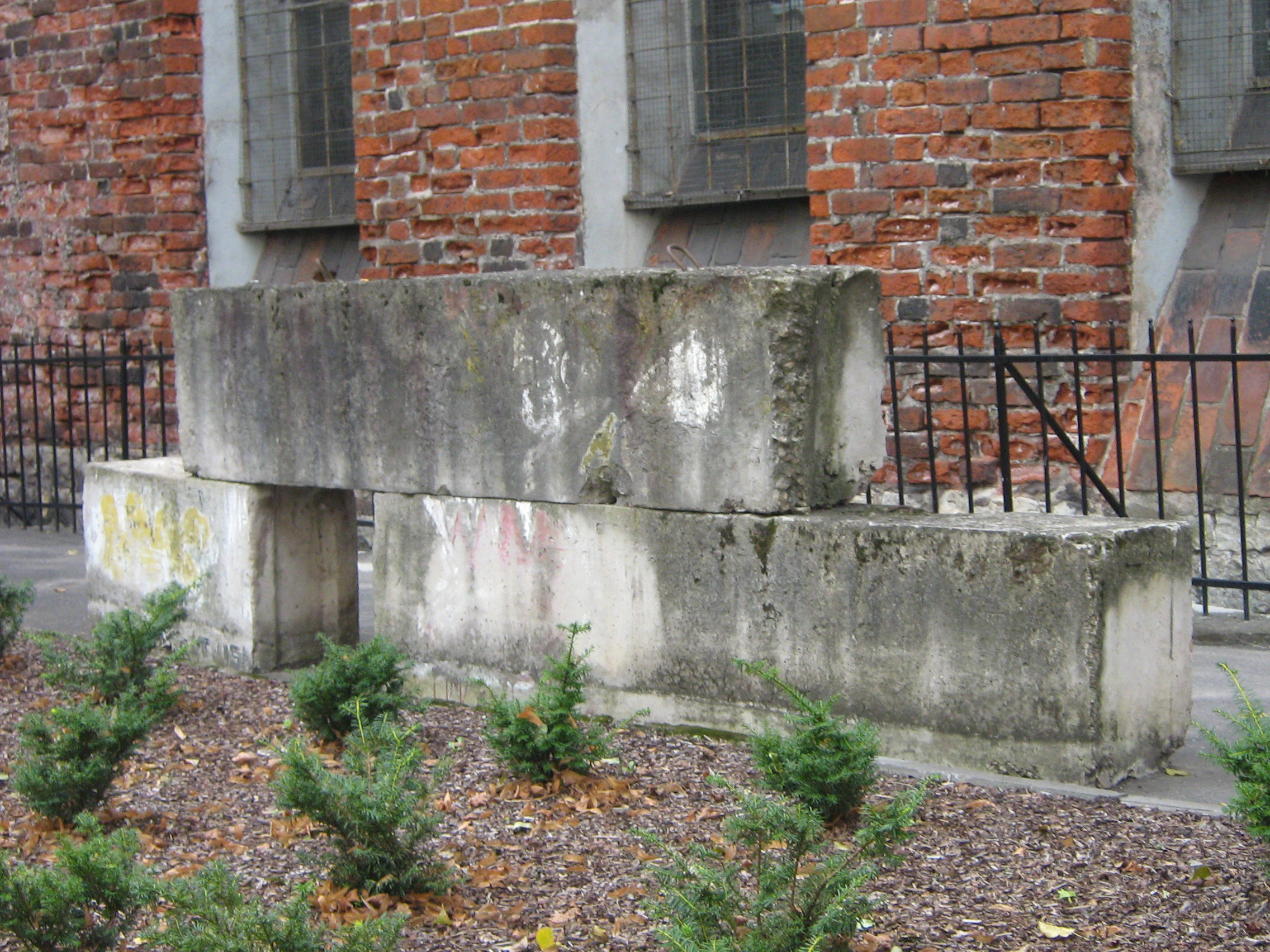
Blocos de barricadas restantes perto do Saeima em 2007

As próprias barricadas permaneceram nas ruas de Riga por muito tempo; por exemplo, os membros do Conselho Supremo foram destituídos apenas no outono de 1992.  Em Março, parcialmente em resposta aos acontecimentos de Janeiro e parcialmente devido ao próximo referendo soviético sobre a preservação da federação, que a Letônia pretendia boicotar, foi realizada uma votação sobre a independência com três quartos dos participantes votando a favor da independência. A Letónia enfrentou novos ataques das forças pró-soviéticas no final de 1991 - em 23 de maio, quando a OMON lançou um ataque a cinco postos fronteiriços da Letónia e durante a tentativa de golpe soviético de 1991, quando vários objetivos estratégicos guardados durante as barricadas foram apreendidos, com um civil (Raimonds Salmiņš) morto pelas forças soviéticas. A tentativa de golpe levou o governo letão, que originalmente pretendia uma secessão gradual da União Soviética, a declarar independência total, que foi reconhecida pela União Soviética em 6 de setembro. A União Soviética foi dissolvida em dezembro de 1991.

## Responsabilidade
Grandes ataques foram realizados pela OMON de Riga, no entanto, outra unidade de combate foi vista durante o ataque ao Ministério do Interior. Especulou-se que esta unidade era o Grupo Alpha, que foi visto em ação durante o ataque a Vilnius.  Numa entrevista ao diretor de cinema Juris Podnieks, um oficial da OMON afirmou que originalmente estava planejado atacar Riga, e não Vilnius. No último momento, uma semana antes do ataque a Vilnius, o plano mudou repentinamente. Ele também afirmou que o OMON de Rīga estava tão bem preparado que não havia necessidade do envolvimento dos militares soviéticos, que estavam presentes em Rīga na época. 
A OMON não agiu por conta própria - depois que a Preses Nams foi apreendido, o OMON alegou que altos funcionários do governo soviético - Boris Pugo e Mikhail Gorbatchov sabiam do ataque, no entanto, ambos negaram seu envolvimento e o Conselho Supremo culpou o Partido Comunista da Letônia. Em Dezembro, antes dos acontecimentos, a Frente Popular, nas suas instruções para a X hora, afirmou que um golpe de estado foi planeado pelo grupo "Soyuz" do Soviete Supremo da URSS. 
Dimitry Yuzhkov admitiu que os militares soviéticos foram responsáveis pelos primeiros atentados, no entanto, ninguém assumiu a responsabilidade pelo resto dos atentados, que a imprensa comunista atribuiu aos nacionalistas letões.  Com base nestes e nos acontecimentos subsequentes, vários oficiais da OMON foram julgados, embora muitos deles não tenham sido condenados, o Partido Comunista da Letónia, a Interfront, o Comité de Resgate Público da Letónia e algumas organizações relacionadas foram banidos pelo parlamento pela tentativa de golpe de estado e dois líderes do CPL e ALPRC foram julgados por traição.   Em 9 de Novembro de 1999, o Tribunal Distrital de Riga considerou dez ex-oficiais da OMON de Riga culpados pelo seu envolvimento nos ataques. 
Viktor Alksnis transplantou um grande número das forças OMON do Báltico para o território da Transnístria, na Moldávia, em apoio ao regime separatista local, onde Vladimir Antyufeyev, comandante das forças OMON de Riga, assumiu o papel de Ministro da Segurança inicialmente sob um nome falso (Vladimir Shevstov), cargo que ocupou até 2012. Antyufeyev apareceu na Ucrânia como o "vice-primeiro-ministro" da República Popular de Donetsk, apoiada pela Rússia, em julho de 2014. 

## Resistência não violenta
As Barricadas foram um movimento de resistência não violento, uma vez que os participantes foram publicamente encorajados a não portar armas, apesar de a União Soviética ter tomado medidas brutais contra os manifestantes.
A Frente Popular da Letônia desenvolveu um plano, denominado “Instruções para X horas”, que foi publicado na imprensa em Dezembro de 1990. Estabeleceu quais ações deveriam ser tomadas pelo público em geral em caso de um ato de agressão e hostilidade por parte da União Soviética. Afirmou que todos os protestos devem ser não violentos e tudo deve ser documentado com fotos e vídeos para que haja provas que possam contrariar uma possível propaganda do Kremlin. 
Apesar das promessas de Mikhail Gorbatchov de não utilizar métodos violentos para mudar o poder nos Estados Bálticos, o exército da URSS e as estruturas internas atacaram autoridades locais e locais estratégicos na Lituânia e na Letônia em Janeiro de 1991, matando oficiais e civis. 

## Legado

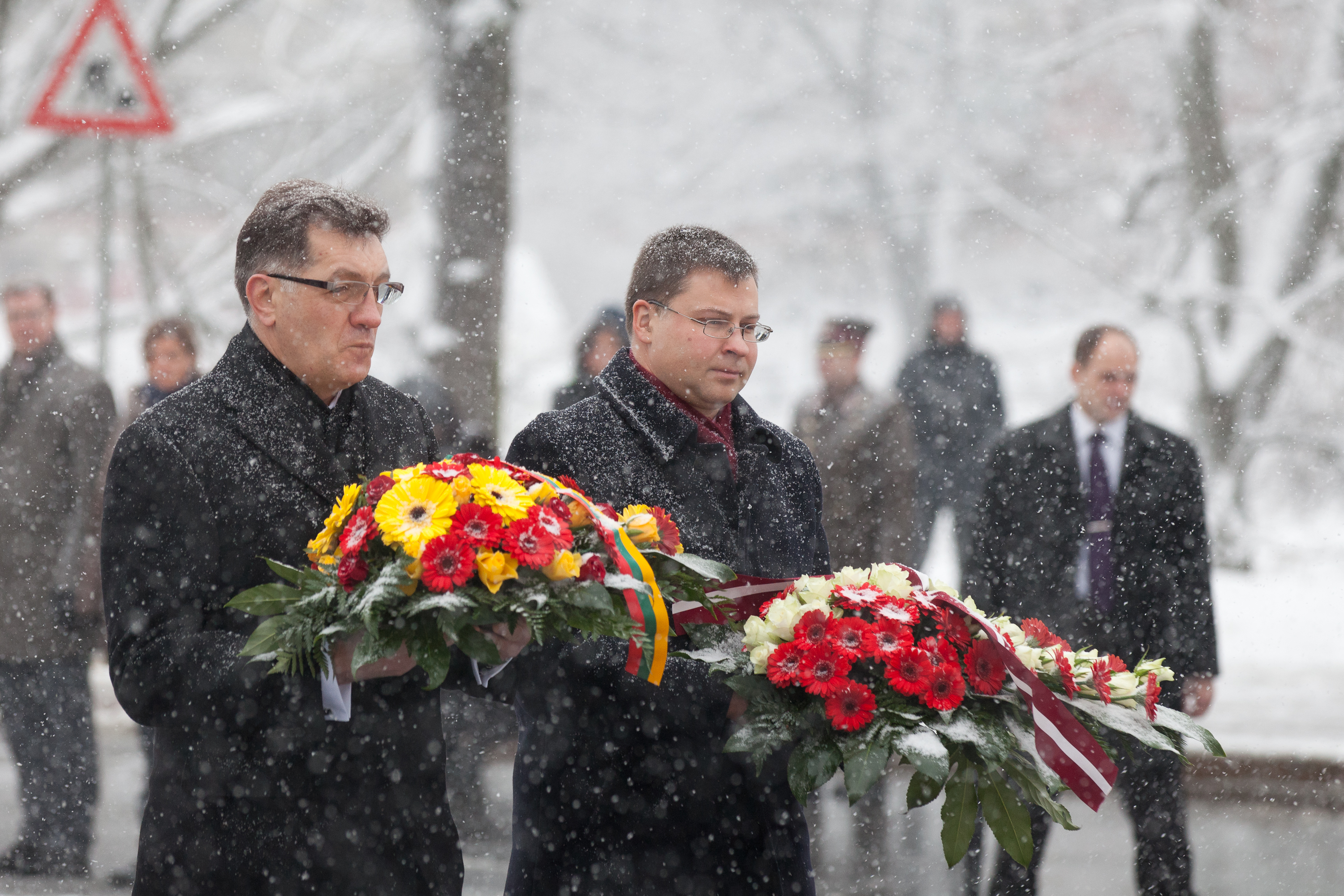
Valdis Dombrovskis (à direita) e Algirdas Butkevičius, primeiros-ministros da Letônia e da Lituânia, relembrando os mortos nas Barricadas (20 de janeiro de 2013)

Em 1995, foi criado um fundo de apoio aos “Participantes das Barricadas de 1991”. O fundo é para as famílias das vítimas. Também reúne informações sobre os participantes.  Em 2001, o fundo criou o "Museu das Barricadas de 1991" para disponibilizar ao público os materiais históricos que reuniu. 
20 de janeiro é o dia de comemoração dos Participantes das Barricadas, são lembrados neste dia, bem como nos dias 18 de novembro, 4 de maio e 21 de agosto. Os participantes das barricadas são agraciados com a Medalha Comemorativa dos Participantes das Barricadas de 1991. Este prêmio foi instituído pelo fundo "Participantes das Barricadas de 1991" em 1996. Desde 1999 é concedido pelo Estado àqueles que demonstraram coragem e altruísmo durante as Barricadas.   As Barricadas também são comemoradas por numerosos monumentos na Letônia.